# Lista de episódios de Rizzoli & Isles
Rizzoli & Isles é uma série de televisão norte-americana da TNT, baseada na série de romances de Tess Gerritsen, que conta a história da detective da polícia de Boston Jane Rizzoli (Angie Harmon) e a médica legista Maura Isles (Sasha Alexander), que combinando as suas habilidades e talentos tentam resolver assassinatos.

## Resumo
| Temporada | Temporada | Episódios | Episódios | Originalmente exibido | Originalmente exibido  |
| Temporada | Temporada | Episódios | Episódios | Estreia da temporada  | Final da temporada     |
| --------- | --------- | --------- | --------- | --------------------- | ---------------------- |
|           | 1         | 10        | 10        | 12 de julho de 2010   | 13 de setembro de 2010 |
|           | 2         | 15        | 15        | 11 de julho de 2011   | 26 de dezembro de 2011 |
|           | 3         | 15        | 15        | 5 de junho de 2012    | 25 de dezembro de 2012 |
|           | 4         | 16        | 16        | 25 de junho de 2013   | 18 de março de 2014    |
|           | 5         | 18        | 18        | 17 de junho de 2014   | 17 de março de 2015    |
|           | 6         | 18        | 18        | 16 de junho de 2015   | 15 de março de 2016    |
|           | 7         | 13        | 13        | 6 de junho de 2016    | 5 de setembro de 2016  |

## Episódios

### 1ª Temporada (2010)
| No. na série | No. | Título                                                                  | Diretor(es)      | Escritor(es)              | Exibição Estados Unidos — Brasil           | Audiência (E.U.A. em milhões) |
| --- | --- | ----------------------------------------------------------------------- | ---------------- | ------------------------- | ------------------------------------------ | ----------------------------- |
| 1 | 1   | "See One. Do One. Teach One Veja. Faça. Ensine"                         | Michael M. Robin | Janet Tamaro              | Estados Unidos -- Brasil                   | 7.55                          |
| A detective Jane Rizzoli e a médica legista Maura Isles investigam o homicídio de um casal muito rico. O modus operandi coincide com o de um assassino em série conhecido como Cirurgião, que em tempos quase matou Jane. Agora que o Cirurgião estava atrás das grades, parecia que um dos seus seguidores estava a dar continuidade ao seu trabalho. Convidado especial: Michael Massee. |     |                                                                         |                  |                           |                                            |                               |
| 2 | 2   | "Boston Strangler Redux O Estrangulador de Boston"                      | Michael M. Robin | Janet Tamaro              | 19 de Julho de 2015 13 de Abril de 2011    | 7.27                          |
| A equipa investiga um possível imitador do Estrangulador de Boston. Jane desentende-se com o seu novo chefe. Maura envolve-se em problemas devido ao seu hábito de diagnosticar toda a gente. Convidado especial: Brian Dennehy, Donnie Wahlberg and Chazz Palminteri. |     |                                                                         |                  |                           |                                            |                               |
| 3 | 3   | "Sympathy for the Devil Simpatia Para O Diabo"                          | Roxann Dawson    | Joel Fields               | 26 de Julho de 2010 20 de Abril de 2011    | 6.55                          |
| Jane e Maura investigam a misteriosa morte de um jovem cuja família era de Cabo Verde. Aparentemente, o jovem tinha morrido durante uma tentativa de exorcismo, e foi precisa uma mensagem além do túmulo para Jane perceber o que tinha acontecido realmente. Jane distrai-se um pouco do caso quando a sua mãe, Angela, lhe arranja um encontro surpresa. Convidado especial: Donnie Wahlberg |     |                                                                         |                  |                           |                                            |                               |
| 4 | 4   | "She Works Hard for the Money Ela Trabalha Duro Para Ganhar Dinheiro"   | Arvin Brown      | Dave Caplan               | 02 de Agosto de 2010 27 de Abril de 2011   | 6.61                          |
| Depois de uma estudante ter sido abatida a tiro em plena luz do dia, a investigação revela que a jovem escondia vários segredos. Entretanto, Angela, a mãe de Jane, desentende-se com o seu pai por causa do carro. |     |                                                                         |                  |                           |                                            |                               |
| 5 | 5   | "Money for Nothing Dinheiro Fácil"                                      | Nelson McCormick | Dave Caplan & Joel Fields | 09 de Agosto de 2010 04 de Maio de 2011    | 7.42                          |
| O irmão mais velho de uma família Brahmin de Boston (descendentes directos de passageiros do Mayflower), é encontrado morto no porto depois de um aparente acidente náutico. Mas a relação estreita no passado de Maura com a família e as suspeitas de Jane em relação à sua riqueza ameaçam a investigação e Jane e Maura desentendem-se. Angela, tenta vender uma bebida milagrosa da polinésia.                                                                                                 |     |                                                                         |                  |                           |                                            |                               |
| 6 | 6   | "I Kissed a Girl Beijei Uma Menina"                                     | Michael Zinberg  | Alison Cross              | 16 de Agosto de 2010 11 de Maio de 2011    | 6.49                          |
| Jane e Maura investigam o que parece ser um crime de ódio, um brutal caso de agressão e homicídio de uma mulher que estava a sair de um bar gay. Jane e Maura actuam sob disfarce, Jane diafarça-se de lésbica e Maura de empregada do bar, tentando descobrir o homicida. Fora do trabalho, Maura e Jane têm um encontro com dois homens que conhecem nas sessões de yoga. |     |                                                                         |                  |                           |                                            |                               |
| 7 | 7   | "Born to Run Nascida Para Correr"                                       | Matt Penn        | David Gould               | 23 de Agosto de 2010 18 de Maio de 2011    | 6.73                          |
| A Maratona de Boston transforma-se num cenário de crimes quando um atirador começa a disparar contra os atletas. Jane e Maura, que tinham pensado entrar na competição, acabam a correr para apanharem o assassino antes que outro atleta seja abatido a tiro. A cidade, cheia de gente, obrigam Jane e Maura a conduzirem a investigação no terreno e em segredo para que as centenas de milhares de espectadores não entrassem em pânico. Convidado especial: Balthazar Getty e Chazz Palminteri. |     |                                                                         |                  |                           |                                            |                               |
| 8 | 8   | "I'm Your Boogie Man Sou Seu Bicho Papão"                               | Mark Haber       | Janet Tamaro              | 30 de Agosto de 2010 25 de Maio de 2011    | 6.42                          |
| Um corpo descoberto num parque parece ter sido trabalho de Charles Hoyt, de novo o assassino em série que estava preso e que tinha raptado e quase assassinado Jane. Enquanto Maura tenta entrar na mente do assassino, Jane luta contra o seu próprio medo. Convidado especial: Michael Massee and Billy Burke. |     |                                                                         |                  |                           |                                            |                               |
| 9 | 9   | "The Beast in Me A Besta em Mim"                                        | Adam Arkin       | Karina Csolty             | 06 de Setembro de 2010 01 de Junho de 2011 | 7.24                          |
| Quando um ladrão de identidades sem identidade própria é encontrado brutalmente assassinado com um picador de gelo, a investigação leva Rizzoli até ao passado da máfia irlandesa de Boston. Uma descoberta surpreendente sobre a vítima deixa Maura numa profunda demanda pessoal. Entretanto, Frankie Jr. tenta ajudar o seu pai. |     |                                                                         |                  |                           |                                            |                               |
| 10 | 10  | "When the Gun Goes Bang, Bang, Bang Quando A Arma Faz Bang, Bang, Bang" | Michael M. Robin | Janet Tamaro              | 13 de Setembro de 2010 08 de Junho de 2011 | 6.56                          |
| Depois de um agente infiltrado que trabalhava num caso de tráfico de droga ser morto a tiro, os assassinos voltam as suas atenções para a sede da Brigada de Homicídios de Boston, deixando Maura e Frankie Jr. no meio de uma luta pela sobrevivência. Trata-se de uma situação que obriga Maura a desafiar-se a si própria como nunca antes. Convidado especial: Chazz Palminteri e Erik Palladino.                                                                                               |     |                                                                         |                  |                           |                                            |                               |

### 2ª Temporada (2011)
| No. na série | No. | Título                                                     | Diretor(es)      | Escritor(es)                                             | Exibição Estados Unidos — Brasil           | Audiência (E.U.A. em milhões) |
| --- | --- | ---------------------------------------------------------- | ---------------- | -------------------------------------------------------- | ------------------------------------------ | ----------------------------- |
| 11 | 1   | "We Don't Need Another Hero Não Precisamos de Outro Herói" | Michael Zinberg  | Janet Tamaro                                             | 11 de Julho de 2011 8 de Abril de 2013     | 6.38                          |
| Depois de ter levado um tiro e de ter estado uns meses em recuperação, Rizzoli é homenageada como uma heroína num evento público. Um novo caso, leva Jane a uma antiga paixão da escola. Convidado especial: Chris Vance                                            |     |                                                            |                  |                                                          |                                            |                               |
| 12 | 2   | "Living Proof A Prova Viva"                                | Bethany Rooney   | Dee Johnson                                              | 18 de Julho de 2011 15 de Abril de 2013    | 6.39                          |
| Ao tentarem ter um dia relaxante no spa ao ar livre, Jane e Maura descobrem o assassinato de uma mulher grávida. |     |                                                            |                  |                                                          |                                            |                               |
| 13 | 3   | "Sailor Man O Marinheiro"                                  | Michael Zinberg  | Joel Fields                                              | 25 de Julho de 2011 22 de Abril de 2013    | 6.04                          |
| Uma jovem é encontrada morta logo após marinheiros invadirem Boston para a Semana da Frota. O pai de Frost vem à cidade. Maura vai a um encontro com o mecânico de Angela. Convidado especial: Ernie Hudson e Matthew Del Negro                                     |     |                                                            |                  |                                                          |                                            |                               |
| 14 | 4   | "Brown Eyed Girl A Garota de Olhos Castanhos"              | Mark Haber       | Julie Hébert                                             | 1 de Agosto de 2011 29 de Agosto de 2013   | 6.45                          |
| Jane e o resto da equipa trabalham contra o tempo para encontrar a filha sequestrada de um ex companheiro da polícia de Jane. Convidado especial: Annie Wersching e Max Martini                                                                                     |     |                                                            |                  |                                                          |                                            |                               |
| 15 | 5   | "Don't Hate the Player"                                    | Holly Dale       | David Gould & Janet Tamaro                               | 8 de agosto de 2011                        | 6.46                          |
| Jane e Maura investigam a morte de um treinador de basebol num vestiário. Tommy retorna para casa depois de ser libertado da prisão. Convidado especial: Colin Egglesfield                                                                                          |     |                                                            |                  |                                                          |                                            |                               |
| 16 | 6   | "Rebel Without a Pause"                                    | Nelson McCormick | Elizabeth Benjamin & Janet Tamaro                        | 15 de agosto de 2011                       | 6.74                          |
| A reencenação de uma Guerra Revolucionária torna-se uma cena de assassinato. O conhecimento de Maura da história norte-americana contribui com uma investigação. A mãe de Maura chega a Boston para uma exibição de arte. Convidado especial: Jacqueline Bisset     |     |                                                            |                  |                                                          |                                            |                               |
| 17 | 7   | "Bloodlines"                                               | Michael Zinberg  | Elizabeth Benjamin & Dee Johnson                         | 22 de agosto de 2011                       | 6.27                          |
| Jane e Maura investigam uma caça às bruxas moderna. A antiga namorada de Frankie regressa com uma surpresa. |     |                                                            |                  |                                                          |                                            |                               |
| 18 | 8   | "My Own Worst Enemy"                                       | Terrence O’Hara  | Joel Fields & Emilia Serrano                             | 29 de agosto de 2011                       | 6.71                          |
| Jane e Maura investigam os antecedentes de uma família quando um homem é morto. Jane suspeita que Maura esconde algo. |     |                                                            |                  |                                                          |                                            |                               |
| 19 | 9   | "Gone Daddy Gone"                                          | Fred Toye        | David Gould & Dee Johnson                                | 5 de setembro de 2011                      | 6.69                          |
| A equipa investiga a morte de uma jovem mulher, que indica haver relacionamento com o pai biológico de Maura. Enquanto Jane tenta evitar o treino de sensibilidade, Maura aproxima-se de Frankie. Convidado especial: Ed Begley Jr., John Doman e Colin Egglesfield |     |                                                            |                  |                                                          |                                            |                               |
| 20 | 10  | "Remember Me"                                              | Randy Zisk       | David J. North & Janet Tamaro                            | 12 de setembro de 2011                     | 5.63                          |
| Charles Hoyt afirma ter pistas sobre o assassinato de outro prisioneiro. Frankie Jr.prepara-se para fazer o exame de detective. Convidado especial: Michael Massee                                                                                                  |     |                                                            |                  |                                                          |                                            |                               |
| 21 | 11  | "Can I Get a Witness"                                      | Andy Wolk        | Janet Tamaro & Elizabeth Benjamin                        | 28 de novembro de 2011                     | 4.78                          |
| Uma testemunha concorda em testemunhar contra um membro de gangue depois que um ativista comunitário é morto a tiros; o apresentador de TV Bill O'Reilly critica o departamento de polícia.                                                                         |     |                                                            |                  |                                                          |                                            |                               |
| 22 | 12  | "He Ain't Heavy, He's My Brother"                          | Steve Robin      | David Gould & Dee Johnson                                | 5 de dezembro de 2011                      | 3.86                          |
| Um gerente de banco é baleado durante um assalto; o irmão de Jane pode enfrentar mais problemas quando o seu relacionamento com Maura começa a crescer. Convidado especial: Colin Egglesfield                                                                       |     |                                                            |                  |                                                          |                                            |                               |
| 23 | 13  | "Seventeen Ain't So Sweet"                                 | Rod Holcomb      | Shelley Meals & Darin Goldberg                           | 12 de dezembro de 2011                     | 4.90                          |
| Um antigo colega de classe é encontrado morto em reunião de colégio de Jane; Korsak recebe uma visita de sua ex-mulher; a antiga paixão de Jane retorna. Convidado especial: Lolita Davidovich e Chris Vance                                                        |     |                                                            |                  |                                                          |                                            |                               |
| 24 | 14  | "Don't Stop Dancing, Girl"                                 | Mark Haber       | Teleplay: Janet Tamaro Story: David Gould & Janet Tamaro | 19 de dezembro de 2011                     | 5.32                          |
| A mãe de um cantor é morta a facadas em uma competição de dança; o enteado de Korsak é acusado de atirar em um policial. Convidado especial: Lolita Davidovich e Mykelti Williamson                                                                                 |     |                                                            |                  |                                                          |                                            |                               |
| 25 | 15  | "Burning Down the House Incendiando A Casa"                | Michael Zinberg  | Janet Tamaro                                             | 26 de Dezembro de 2011 15 de Julho de 2013 | 5.79                          |
| Jane e Maura investigam um incêndio em um armazém; Gabriel Dean espera reacender seu relacionamento com Jane. Convidado especial: Jacqueline Bisset, Billy Burke and John Doman                                                                                     |     |                                                            |                  |                                                          |                                            |                               |

### 3ª Temporada (2012)
| No. na série | No. | Título                                                   | Diretor(es)          | Escritor(es)                                                                  | Exibição Estados Unidos — Brasil              | Audiência (E.U.A. em milhões) |
| --- | --- | -------------------------------------------------------- | -------------------- | ----------------------------------------------------------------------------- | --------------------------------------------- | ----------------------------- |
| 26 | 1   | "What Doesn't Kill You O Quê Não Mata"                   | Michael Katleman     | Janet Tamaro                                                                  | 05 de Junho de 2012 26 de Maio de 2013        | 5.62                          |
| Maura rompe sua amizade com Jane por ela haver baleado Doyle. A legista faz descobertas chocantes sobre seu passado. |     |                                                          |                      |                                                                               |                                               |                               |
| 27 | 2   | "Dirty Little Secret Segredinho"                         | Aaron Lipstadt       | Steve Lichtman & Kiersten Van Home                                            | 12 de Junho de 2012 02 de Junho de 2013       | 5.13                          |
| Jane e Maura, ainda de relações estremecidas, precisam investigar juntas uma clínica de ioga envolvida na morte de uma estudante de geologia. |     |                                                          |                      |                                                                               |                                               |                               |
| 28 | 3   | "This Is How a Heart Breaks Assim Se Parte Um Coração"   | Steve Robin          | David Gould & Sal Calleros                                                    | 19 de Junho de 2012 09 de Junho de 2013       | 5.36                          |
| Jane tem a ajuda de Rondo para investigar a morte de um morador de rua com síndrome de stress pós trauma. Maura mete-se em apuros ao relacionar-se com um artista excêntrico. |     |                                                          |                      |                                                                               |                                               |                               |
| 29 | 4   | "Welcome to the Dollhouse Bem Vindos A Casa de Bonecas"  | Mark Haber           | Russell J. Grant & Janet Tamaro                                               | 26 de Junho 2012 16 de Junho de 2013          | 5.43                          |
| Jane e Maura investigam o caso de um assassino em série que veste suas vítimas como bonecas. |     |                                                          |                      |                                                                               |                                               |                               |
| 30 | 5   | "Throwing Down the Gauntlet Água Abaixo"                 | Jamie Babbit         | Antoinette Stella & Janet Tamaro                                              | 03 de Junho de 2012 23 de Junho de 2013       | 5.32                          |
| Para esclarecer um homicídio, Jane e Maura solicitam a ajuda de Hope Martin, renomada médica voluntária e perita forense, que é ninguém menos que a mãe biológica de Maura. Convidada especial: Sharon Lawrence |     |                                                          |                      |                                                                               |                                               |                               |
| 31 | 6   | "Money Maker Fábrica de Dinheiro"                        | Greg Beeman          | Story by: David Sonnenborn & Janet Tamaro Teleplay by: Janet Tamaro           | 10 de Julho de 2012 30 de Junho de 2013       | 5.51                          |
| O encontro de um corpo em uma lixeira conduz Jane e Maura a um universo de festas regadas a sexo e drogas. Maura descobre que tem uma irmã que precisa de um transplante de rim com urgência. Convidadas especiais: Sharon Lawrence e Emilee Wallace                                                                            |     |                                                          |                      |                                                                               |                                               |                               |
| 32 | 7   | "Crazy for You Louco Por Você"                           | Frederick E. O. Toye | Antoinette Stella & Lindsay Sturman                                           | 17 de Julho 2012 07 de Julho de 2013          | 5.84                          |
| Jane é sequestrada ao investigar as mortes de um casal de médicos. Angela socorre uma jovem grávida sem imaginar que o filho que ela espera pode ser seu neto. |     |                                                          |                      |                                                                               |                                               |                               |
| 33 | 8   | "Cuts Like a Knife Corta Como Faca"                      | Randy Zisk           | David Gould & Sal Calleros                                                    | 24 de Julho de 2012 14 de Julho de 2013       | 5.59                          |
| O Departamento investiga a morte de uma imigrante durante seu casamento. Frankie e Frost interessam-se pela mesma mulher. |     |                                                          |                      |                                                                               |                                               |                               |
| 34 | 9   | "Home Town Glory Glória Na Cidade Natal"                 | Milan Cheylov        | Janet Tamaro                                                                  | 31 de Julho de 2012 21 de Julho de 2013       | 4.44                          |
| Jane investiga o assassinato de um amigo músico, cujo pai é o principal suspeito. |     |                                                          |                      |                                                                               |                                               |                               |
| 35 | 10  | "Melt My Heart to Stone Transforme Meu Coração em Pedra" | Michael Katleman     | Story by: Russell J. Grant & Janet Tamaro Teleplay by: Janet Tamaro           | 14 de Agosto de 2012 28 de Julho de 2013      | 6.04                          |
| A descoberta de vários corpos dentro de estátuas revela que há um assassino em série, e Maura pode ser sua próxima vítima. |     |                                                          |                      |                                                                               |                                               |                               |
| 36 | 11  | "Class Action Satisfaction Satisfação Coletiva"          | Norman Buckley       | Antoinette Stella & Lindsay Sturman                                           | 27 de Novembro de 2012 05 de Agosto de 2013   | 3.44                          |
| Um cliente da lanchonete do Departamento morre repentinamente, e descobre-se que foi vítima de envenenamento. |     |                                                          |                      |                                                                               |                                               |                               |
| 37 | 12  | "Love the Way You Lie Amo Como Você Mente"               | Mark Harber          | Steve Lichtman & David Gould                                                  | 04 de Dezembro de 2013 12 de Agosto de 2013   | 4.75                          |
| Um famoso escritor é encontrado enforcado em sua casa. Frost incomoda-se com um caso antigo que pode ter mandado um inocente para a prisão. |     |                                                          |                      |                                                                               |                                               |                               |
| 38 | 13  | "Virtual Love Amor Virtual"                              | Steve Robin          | Story by: Sam Lembeck & Sal Calleros Teleplay by: Sal Calleros & Janet Tamaro | 11 de Dezembro de 2012 19 de Agosto de 2013   | 3.79                          |
| Jane e Maura investigam a morte de um cervejeiro e descobrem que a vítima poderia ter conhecido o criminoso em um jogo on line. Angela tenta fazer ciúmes para Cavanaugh. |     |                                                          |                      |                                                                               |                                               |                               |
| 39 | 14  | "Over/Under Maior/Menor"                                 | Paul Holohan         | Story by: Russell J. Grant & Janet Tamaro Teleplay by: Janet Tamaro           | 18 de Dezembro de 2012 26 de Agosto de 2013   | 3.42                          |
| Jane descobre que Casey terá que se submeter a uma perigosa cirurgia para voltar a andar. A equipe investiga a morte de um ex-jogador de futebol americano. Convidado especial: Chris Vance |     |                                                          |                      |                                                                               |                                               |                               |
| 40 | 15  | "No More Drama in My Life Chega de Drama Na Minha Vida"  | Michael Katleman     | Janet Tamaro                                                                  | 25 de Dezembro de 2012 03 de Setembro de 2013 | 4.42                          |
| Hope tenta reaproximar-se de Maura para convencê-la a doar um rim para Cailin, mas a legista ainda está muito magoada com sua mãe biológica. Jane e Maura investigam a morte de um ator durante um ensaio. Frost, Tommy e TJ são soterrados no desmoronamento de um prédio. Convidados especiais: Sharon Lawrence e Chris Vance |     |                                                          |                      |                                                                               |                                               |                               |

### 4ª Temporada (2013-2014)
| No. na série | No. | Título                                              | Diretor(es)      | Escritor(es)                                                                           | Exibição Estados Unidos — Brasil        | Audiência (E.U.A. em milhões) |
| --- | --- | --------------------------------------------------- | ---------------- | -------------------------------------------------------------------------------------- | --------------------------------------- | ----------------------------- |
| 41 | 1   | "We Are Family Somos Família"                       | Michael Katleman | Janet Tamaro                                                                           | 25 de Junho de 2013 15 de Março de 2015 | 6.64                          |
| Uma senadora é morta por um atirador. Jane e Maura descobrem que ela investigava mortes de crianças por câncer causado uma empresa poluidora. Convidado especial: Chris Vance                                                                         |     |                                                     |                  |                                                                                        |                                         |                               |
| 42 | 2   | "In Over Your Head Na Sua Cabeça"                   | Jamie Babbit     | Russell J. Grant & Janet Tamaro                                                        | 2 de Julho de 2013 22 de Março de 2015  | 5.90                          |
| Uma estudante de jornalismo é encontrada afogada numa praia, mas Maura descobre que em seus pulmões havia água doce e não salgada, sugerindo assassinato.                                                                                             |     |                                                     |                  |                                                                                        |                                         |                               |
| 43 | 3   | "Killer in High Heels Assassina de Salto Alto"      | Mark Haber       | Charlie Craig & Ken Hanes                                                              | 9 de Julho de 2013 29 de Março de 2015  | 5.58                          |
| Maura é acusada de homicídio e presa, mas não consegue se lembrar de nada. |     |                                                     |                  |                                                                                        |                                         |                               |
| 44 | 4   | "Dance with the Devil Dançando com o Diabo"         | Jamie Babbitt    | Story by: Lisa Marie Petersen Teleplay by: Janet Tamaro                                | 16 de Julho de 2013 5 de Abril de 2015  | 5.22                          |
| Novas evidências ligam Doyle ao incêndio criminoso que matou a esposa e o filho de Cavanaugh anos atrás. Convidados especiais: Sharon Lawrence e John Doman                                                                                           |     |                                                     |                  |                                                                                        |                                         |                               |
| 45 | 5   | "But I Am a Good Girl Mas Eu Sou Uma Boa Menina"    | Norman Buckley   | Story by: Shireen Razack Teleplay by: Janet Tamaro                                     | 23 de Julho de 2013 12 de Abril de 2015 | 5.49                          |
| No batizado de TJ, Lydia diz a todos que vai embora com seu novo namorado. A equipe investiga a morte de uma garota tatuada. |     |                                                     |                  |                                                                                        |                                         |                               |
| 46 | 6   | "Somebody's Watching Me Alguém Me Olhando"          | Milan Cheylov    | Lisa Marie Petersen & Ken Hanes                                                        | 30 de Julho de 2013 19 de Abril de 2015 | 5.33                          |
| Jane é processada por uma mulher em quem derrubou café acidentalmente. O Departamento investiga a morte de um zelador. |     |                                                     |                  |                                                                                        |                                         |                               |
| 47 | 7   | "All For One Todos por Um"                          | Paul Holohan     | Janet Tamaro                                                                           | 6 de agosto de 2013                     | 5.50                          |
| Um professor é morto por atropelamento. A responsável pode ser uma de suas alunas, mas o difícil é descobrir qual. |     |                                                     |                  |                                                                                        |                                         |                               |
| 48 | 8   | "Cold As Ice Frio como Gelo"                        | Randall Zisk     | Lisa Marie Petersen & Ken Hanes                                                        | 13 de agosto de 2013                    | 5.60                          |
| Maura hospeda Cailin e não sabe como agir com a irmã. Jane investiga o assassinato de uma médica que procurava obstinadamente pelo sobrinho. |     |                                                     |                  |                                                                                        |                                         |                               |
| 49 | 9   | "No One Mourns the Wicked"                          | Steven Robin     | Ken Hanes & Lisa Marie Petersen                                                        | 20 de agosto de 2013                    | 5.61                          |
| Jane e Maura são procuradas por uma famosa psiquiatra especializada em assassinos em série. Ao montarem uma cena de um dos crimes de Charles Hoyt, elas descobrem dois mortos.                                                                        |     |                                                     |                  |                                                                                        |                                         |                               |
| 50 | 10  | "Built for Speed"                                   | Anthony Hardwick | Russell J. Grant & Matt MacLeod                                                        | 27 de agosto de 2013                    | 6.00                          |
| Um piloto de corridas de rua morre quando seu carro explode. A investigação revela que houve sabotagem. |     |                                                     |                  |                                                                                        |                                         |                               |
| 51 | 11  | "Judge, Jury & Executioner Juiz, Jurado e Executor" | Mark Haber       | Y. Shireen Razack & Jill Goldsmit                                                      | 3 de setembro de 2013                   | 5.88                          |
| Uma juíza morre durante um julgamento simulado. Angela tem problemas com o imposto de renda. |     |                                                     |                  |                                                                                        |                                         |                               |
| 52 | 12  | "Partners in Crime Parceiros no Crime"              | Randy Zisk       | Linda McGibney & Janet Tamaro                                                          | 10 de setembro de 2013                  | 5.70                          |
| O Departamento investiga dois homicídios sem qualquer ligação entre si. Maura recebe uma carta de Doyle pedindo-lhe que cuide do pai dele por alguns dias.                                                                                            |     |                                                     |                  |                                                                                        |                                         |                               |
| 53 | 13  | "Tears of a Clown Lágrimas de um Palhaço"           | Michael Katleman | Story by: Ken Hanes & Matt MacLeod Teleplay by: Ken Hanes, Matt MacLeod & Janet Tamaro | 25 de fevereiro de 2014                 | 3.73                          |
| Uma série de crimes atribuídos a um assassino vestido de palhaço parecem ser cópia de um caso antigo. Convidado especial: Chris Vance |     |                                                     |                  |                                                                                        |                                         |                               |
| 54 | 14  | "Just Push Play"                                    | Kate Woods       | Story by: Linda McGibney & Sam Lembeck Teleplay by: Linda McGibney & Janet Tamaro      | 4 de março de 2014                      | 3.35                          |
| Jane e Maura investigam a morte de uma cantora e compositora. Frank Rizzoli Sr. reaparece e anuncia à família que está com câncer de próstata. Convidado especial: Chazz Palminteri                                                                   |     |                                                     |                  |                                                                                        |                                         |                               |
| 55 | 15  | "Food for Thought"                                  | Steve Clancy     | Story by: Jill Goldsmith & Y. Shireen Razack Teleplay by: Janet Tamaro                 | 11 de março de 2014                     | 4.74                          |
| Um famoso chef de cozinha morre envenenado. Como ele havia vencido uma competição de culinária na TV, a equipe investiga seus concorrentes. Observação: último episódio com a participação de Lee Thompson Young. Convidada especial: Sharon Lawrence |     |                                                     |                  |                                                                                        |                                         |                               |
| 56 | 16  | "You're Gonna Miss Me When I'm Gone"                | Norman Buckley   | Janet Tamaro                                                                           | 18 de março de 2014                     | 3.58                          |
| A filha de uma senadora é morta a caminho do aeroporto e as suspeitas recaem sobre seu noivo. Jane desiste de seu relacionamento com Casey por não querer deixar sua carreira de policial, mas em seguida descobre que está grávida.                  |     |                                                     |                  |                                                                                        |                                         |                               |

### 5ª Temporada (2014-2015)
Em 15 de Agosto de 2013 a TNT solicitou a criação da 5ª temporada com mais 15 episódios para o verão(Norte-Americano) de 2014
| No. na série | No. | Título                                                    | Diretor(es)      | Escritor(es)                     | Exibição Estados Unidos — Brasil              | Audiência (E.U.A. em milhões) |
| --- | --- | --------------------------------------------------------- | ---------------- | -------------------------------- | --------------------------------------------- | ----------------------------- |
| 57 | 1   | "A New Day Um Novo Dia"                                   | Michael Katleman | Michael Sardo                    | 17 de Junho de 2014 24 de Julho de 2015       | 5.81                          |
| Resolver o assassinato de uma corredora assume um grau ainda maior de urgência quando Jane percebe que o motivo foi o roubo do bebé de uma mulher. |     |                                                           |                  |                                  |                                               |                               |
| 58 | 2   | "... Goodbye ... Adeus"                                   | Steve Robin      | Jan Nash                         | 24 de Junho de 2014 31 de Julho de 2015       | 5.50                          |
| Uma mulher chega coberta de sangue, carregando uma arma, dizendo que matou alguém. Infelizmente, o trauma do evento fez com que ela esquecesse quem ela própria é ou quem é a sua vítima. Sob forte emoção, a equipa despede-se do amigo Frost.                                                                               |     |                                                           |                  |                                  |                                               |                               |
| 59 | 3   | "Too Good to Be True Bom Demais Para Ser Verdade"         | Mark Haber       | Ken Hanes                        | 01 de Julho de 2014 07 de Agosto de 2015      | 5.43                          |
| Um assassino está a usar anúncios on-line para encontrar candidatos perfeitos para seus crimes: homens que vão fazer falta para ninguém. Enquanto isso, Jane descobre que manter a sua gravidez em segredo será uma tarefa difícil.                                                                                           |     |                                                           |                  |                                  |                                               |                               |
| 60 | 4   | "Doomsday O Dia do Juízo"                                 | Kevin Dowling    | Katie Wech                       | 08 de Julho de 2014 14 de Agosto de 2015      | 5.13                          |
| Quando um homem é encontrado morto dentro de seu supostamente impenetrável abrigo, preparado para o juízo final, a equipa deve descobrir como e por que ele foi assassinado. |     |                                                           |                  |                                  |                                               |                               |
| 61 | 5   | "The Best Laid Plans Os Melhores Planos"                  | Christine Moore  | Alicia Kirk                      | 15 de Julho de 2014 21 de Agosto de 2015      | 4.86                          |
| A equipa investiga o assassinato de uma mulher rica com câncer terminal e que tinha apenas alguns meses de vida. |     |                                                           |                  |                                  |                                               |                               |
| 62 | 6   | "Knockout Nocaute"                                        | Paul Holahan     | Russell J. Grant & Michael Sardo | 22 de Julho de 2014 28 de Agosto de 2015      | 5.23                          |
| Com Maura em uma convenção médica, Jane precisa da ajuda de Susie para resolver um crime. Enquanto isso, Korsak é visitado pelo filho de um velho amigo e é forçado a lidar com dolorosos assuntos não resolvidos. |     |                                                           |                  |                                  |                                               |                               |
| 63 | 7   | "Boston Keltic Celta em Boston"                           | Kate Woods       | Blair Singer                     | 29 de Julho de 2014 04 de Setembro de 2015    | 4.77                          |
| O assassinato de um vendedor de livros raros leva Jane e Maura para o mundo das escritas célticas e confissões em código, bem na época em que Maura está a preparar Jane para conhecer seu novo amor. |     |                                                           |                  |                                  |                                               |                               |
| 64 | 8   | "Lost & Found Achados e Perdidos"                         | Randy Zisk       | Jan Nash & Michael Sardo         | 5 de Agosto de 2014 11 de Setembro de 2015    | 5.09                          |
| A equipa corre contra o tempo para encontrar uma jovem testemunha de um assassinato por encomenda a uma mulher do lado de fora de uma boate. No final das contas, Jane acaba por colocar sua própria vida em risco para salvar a testemunha.                                                                                  |     |                                                           |                  |                                  |                                               |                               |
| 65 | 9   | "It Takes a Village Precisa de Uma Aldeia"                | Michael Katleman | Ken Hanes & Jan Nash             | 12 de Agosto de 2014 18 de Setembro de 2015   | 5.68                          |
| Restos mumificados de uma mulher colocam em teste as habilidades de investigação da equipa. Jane trabalha a partir de seu quarto no hospital enquanto ela com o apoio de Maura e sua família procuram recuperar-se de uma perda devastadora.                                                                                  |     |                                                           |                  |                                  |                                               |                               |
| 66 | 10  | "Phoenix Rising O Despertar da Fenix"                     | Mark Haber       | Russell J. Grant & Alicia Kirk   | 19 de Agosto de 2014 25 de Setembro de 2015   | 5.21                          |
| A equipa ajuda Korsak a investigar um caso muito antigo. Jane recusa-se a acreditar que não está pronta para voltar ao dever e toma algumas medidas não tradicionais para ficar envolvida. |     |                                                           |                  |                                  |                                               |                               |
| 67 | 11  | "If You Can't Stand the Heat Se Você Não Aguenta O Calor" | Steve Clancy     | Diana Mendez & Sam Lembeck       | 22 de Agosto de 2015 02 de Outubro de 2015    | 5.16                          |
| No meio de uma onda de calor, Jane e Maura encontram um homem que morreu de forma suspeita em uma banheira cheia de gelo. Na tentativa de manter a calma, Angela descobre um chá picante que parece estar a funcionar, mas tem consequências românticas inesperadas.                                                          |     |                                                           |                  |                                  |                                               |                               |
| 68 | 12  | "Burden of Proof O Ónus da Prova"                         | Norman Buckley   | Katie Wech                       | 02 de Setembro de 2014 09 de Outubro de 2015  | 5.04                          |
| Um conhecido promotor público é preso por assassinato, e conforme o caso contra ele cresce cada vez mais forte, Jane começa a duvidar de que ele fez isso. Angela nomeia-se para educar Maura sobre os interesses de crianças hoje, quando ela ouve que Maura está indo encontrar-se com a filha de 12 anos de idade de Jack. |     |                                                           |                  |                                  |                                               |                               |
| 69 | 13  | "Bridge to Tomorrow Uma Ponte Pro Amanhã"                 | Ed Ornelas       | Ken Hanes                        | 17 de Fevereiro de 2015 16 de Outubro de 2015 | 3.58                          |
| Depois de Jane pular de uma ponte para tentar salvar o promotor suspeito de assassinar a amante, Maura está com medo de ter perdido sua melhor amiga. A equipa tem agora de renovar a busca para encontrar o verdadeiro assassino. Enquanto isso, Angela pede a ajuda de Frankie para uma entrevista de emprego.              |     |                                                           |                  |                                  |                                               |                               |
| 70 | 14  | "Foot Loose Apenas Um Pé"                                 | Christine Moore  | Michael Sardo                    | 24 de Fevereiro de 2015 23 de Outubro de 2015 | 2.86                          |
| Quando um pé humano amputado é encontrado, a equipa é chamada para identificar a vítima e rastrear o assassino enquanto mais partes do corpo são encontrados. Depois de uma busca de emprego sem sucesso, Angela descobre que gosta de ajudar Korsak no "Dirty Robber" e ele a contrata como sua Bartender.                   |     |                                                           |                  |                                  |                                               |                               |
| 71 | 15  | "Gumshoe Araponga"                                        | Greg Prange      | Ron McGhee                       | 3 de Março de 2015 30 de Outubro de 2015      | 3.51                          |
| O plantel é forçado a juntar forças com um investigador particular quando um designer de moda bem sucedido é encontrado envenenado e sua esposa desaparecida. Jane percebe que Angela que está a gastar muito dinheiro e pede a Maura para ensinar sua mãe como lidar com suas finanças.                                      |     |                                                           |                  |                                  |                                               |                               |
| 72 | 16  | "In Plain View Para Todos Verem"                          | Michael Katleman | Michael Sardo                    | 10 de Março de 2015 6 de Novembro de 2015     | 3.12                          |
| Depois que um homem é encontrado espancado até a morte na beira da estrada, Jane e a equipa juntam-se a outro detetive que acredita que estejam a caçar o mesmo assassino. Enquanto isso, Maura descobre que teve sua identidade roubada e recruta Angela para ajudar a rastrear o culpado.                                   |     |                                                           |                  |                                  |                                               |                               |
| 73 | 17  | "Bite Out Of Crime Na Mordida do Crime"                   | Mark Haber       | Russell J. Grant                 | 17 de Março de 2015 13 de Novembro de 2015    | 3.39                          |
| A equipa trabalha horas extras para caçar um franco-atirador serial killer. Maura faz amizade com um homem que é uma testemunha do crime, mas que sofre de uma condição mental que o faz acreditar que é um lobo. |     |                                                           |                  |                                  |                                               |                               |
| 74 | 18  | "Family Matters Coisas de Família"                        | Michael Katleman | Jan Nash                         | 24 de Março de 2015 20 de Novembro de 2015    | 3.62                          |
| Quando uma mulher encontra o marido que foi assassinado, a investigação que se segue revela que a vítima pode ter vivido uma vida dupla. |     |                                                           |                  |                                  |                                               |                               |

### 6ª Temporada (2015-2016)
Em 9 de Dezembro de 2014 a TNT anunciou a renovação da série para uma sexta temporada, prevista para 18 episódios, o que a tornará a temporada mais longa de toda a série.
| No. na série | No. | Título                                                        | Diretor(es)       | Escritor(es)                                                         | Exibição Estados Unidos — Brasil        | Audiência (E.U.A. em milhões) |
| --- | --- | ------------------------------------------------------------- | ----------------- | -------------------------------------------------------------------- | --------------------------------------- | ----------------------------- |
| 75 | 1   | "The Platform A Plataforma"                                   | Gregory Prange    | Janet Tamaro e Jan Nash                                              | 16 de Junho de 2015 10 de Junho de 2016 | 4.39                          |
| Jane e Frankie perseguem um suspeito, onde Frankie mata um homem possivelmente desarmado e passa a ser investigado pela corregedoria. |     |                                                               |                   |                                                                      |                                         |                               |
| 76 | 2   | "Bassholes História de Pescador"                              | Chad Lowe         | Janet Tamaro e Michael Sardo                                         | 23 de Junho de 2015 10 de Junho de 2016 | 4.01                          |
| Jane e Maura investigam o homicídio de um pescador durante uma competição, enquanto outro pescador procura "fisgar" Jane. Ao mesmo tempo, Frankie está a pagar o preço, depois de perder uma aposta. |     |                                                               |                   |                                                                      |                                         |                               |
| 77 | 3   | "Deadly Harvest Semente Mortal"                               | Mark Haber        | Janet Tamaro e Ken Hanes                                             | 30 de Junho de 2015                     | 4.39                          |
| Jane e Maura são chamadas para o "Body Farm" (um centro de pesquisa acadêmica dedicada ao estudo da decomposição humana) da BCU quando uma vítima de assassinato é encontrada enterrada em uma cova rasa entre os cadáveres de pesquisa. Angela tem segredos que ela está a manter enterrado de Jane. |     |                                                               |                   |                                                                      |                                         |                               |
| 78 | 4   | "Imitation Game Jogo da Imitação"                             | Steve Robin       | Janet Tamaro e Katie Wech                                            | 7 de Julho de 2015                      | 4.42                          |
| O assassinato de um ladrão notório envia Jane e Maura para o mundo dos assaltos de arte e falsificação; Jane tem que lidar com um agente do FBI que está interessado em seu caso; Angela tem um novo homem em sua vida. |     |                                                               |                   |                                                                      |                                         |                               |
| 79 | 5   | "Misconduct Falha de Conduta"                                 | Kate Woods        | Janet Tamaro e Ron McGee                                             | 14 de Julho de 2015                     | 4.12                          |
| O laboratório de crime perde um dos seus membros, Susie Chang. A equipe deve pôr de lado seus sentimentos pessoais e tentar descobrir por que Susie foi morta e se ela estava realizando algum trabalho ilegal paralelo. Maura deve aceitar que não pode ajudar com a investigação e Jane tem que se adaptar a trabalhar com outro médico legista de raciocínio rápido.                                                                                              |     |                                                               |                   |                                                                      |                                         |                               |
| 80 | 6   | "Face Value Valor Facial"                                     | Steve Clancy      | Janet Tamaro, Sam Lembeck, Alicia Kirk, Tess Gerristsen e Russ Grant | 21 de Julho de 2015                     | 4.16                          |
| Uma testemunha de assassinato sofre de uma condição que é comumente conhecida como cegueira de reconhecimento facial. A família Rizzoli se prepara para uma visita de Carlo, um primo desonesto de Angela. |     |                                                               |                   |                                                                      |                                         |                               |
| 81 | 7   | "A Bad Seed Grows A Erva Daninha Cresce"                      | Christine Moore   | Janet Tamaro, Tess Gerristsen e Russ Grant                           | 28 de Julho de 2015                     | 4.40                          |
| Quando uma menina de 16 anos é assassinada e deixada em uma gaiola, Jane e Maura deve superar o dilema ético de um psiquiatra e a forte oposição de um promotor exigente, a fim de encontrar o assassino. Enquanto isso, Jane tem problemas de sofá, e Frankie está vendo OVNIs. |     |                                                               |                   |                                                                      |                                         |                               |
| 82 | 8   | "Nice to Meet You, Dr. Isles Prazer em Conhecê-lo, Dr. Isles" | Norman Buckley    | Jan Nash & Michael Sardo                                             | 4 de Agosto de 2015                     | 4.23                          |
| Quando o joalheiro preferido dos famosos de Boston morre, a investigação leva a um membro da família Isles. Maura revela um segredo que manteve por toda a vida. |     |                                                               |                   |                                                                      |                                         |                               |
| 83 | 9   | "Love Taps Tapinhas de Amor"                                  | Peter B. Kowalski | Janet Tamaro, Tess Gerristsen, Russ Grant, Ron McGee e Dan Hamamura  | 11 de Agosto de 2015                    | 4.33                          |
| O assassinato de um estudante universitário toma um rumo estranho quando Jane e Maura descobrem que ele tinha 32 namoradas. Descobrindo quem o matou e por que as levam para um mundo de desenvolvedores de aplicativos, namorados virtuais e as relações construídas sobre mentiras. Enquanto isso, Korsak finalmente apresenta a todos a nova mulher em sua vida, Kiki (Christina Chang).                                                                          |     |                                                               |                   |                                                                      |                                         |                               |
| 84 | 10  | "Sister Sister"                                               | Steve Robin       | Janet Tamaro, Tess Gerristsen, Russ Grant e Ken Hanes                | 18 de Agosto de 2015                    | 4.52                          |
| Quando uma instrutora de cães é encontrada morta em casa, o seu campeão Rottweiler é o principal suspeito. Enquanto a equipe investiga este assassino improvável, Maura tem uma interação peculiar com Kent. |     |                                                               |                   |                                                                      |                                         |                               |
| 85 | 11  | "Fake It 'Til You Make It Finja O Quanto Puder"               | Mark Haber        | Janet Tamaro, Tess Gerristsen, Russ Grant e Katie Wech               | 25 de Agosto de 2015                    | 4.59                          |
| Depois de um corpo encontrado em Boston é ligado a um assassinato em Los Angeles, Jane e Maura arrumam seu protetor solar e tomam uma avião para LA. Com as meninas fora da cidade, Angela e Korsak planejam um encontro duplo com Kiki e Ron. |     |                                                               |                   |                                                                      |                                         |                               |
| 86 | 12  | "5:26"                                                        | Gregory Prange    | Janet Tamaro, Tess Gerristsen, Russ Grant e Michael Sardo.           | 1 de Setembro de 2015                   | 4.77                          |
| A morte de um ex-viciado em drogas é conectada a Jane Rizzoli quando seu relógio é encontrado no corpo. Depois que o apartamento de Jane é incendiado e suas contas financeiras são cortadas, Korsak afasta-a do caso. |     |                                                               |                   |                                                                      |                                         |                               |
| 87 | 13  | "Hide and Seek Esconde-esconde"                               | Kevin G. Cremin   | Jane Nash                                                            | 16 de Fevereiro de 2016                 | 2.34                          |
| Jane e o restante da equipe tentam esclarecer o sequestro de Maura em uma falsa cena de crime. |     |                                                               |                   |                                                                      |                                         |                               |
| 88 | 14  | "Murderjuana Erva Assassina"                                  | Norman Buckley    | Russel J. Grant                                                      | 16 de Fevereiro de 2016                 | 2.59                          |
| Um guarda de segurança é ferido ao evitar um assalto, no qual ele mata um dos ladrões. O DPB investiga o caso. |     |                                                               |                   |                                                                      |                                         |                               |
| 89 | 15  | "Scared to Death Morrendo de Medo"                            | Mark Haber        | Ron McGee                                                            | 23 de Fevereiro de 2016                 | 2.40                          |
| Jane investiga o assassinato de uma mulher que fazia parte de um clube de medo. Korsak e Nina encontram o hacker responsável pelos problemas de Jane, que só levanta mais questões. Angela encontra um anel de noivado na mesa de Korsak e diz a Jane e Maura que ele vai propor casamento a Kiki. |     |                                                               |                   |                                                                      |                                         |                               |
| 90 | 16  | "East Meets West"                                             | Mark Strand       | Ken Hanes                                                            | 1 de Março de 2016                      | 2.43                          |
| A morte em um tiroteio no subúrbio solicita uma investigação sobre um grupo da Europa Oriental. Maura desenvolve uma febre devido à exaustão e Angela e Kent sugerem vários remédios caseiros. |     |                                                               |                   |                                                                      |                                         |                               |
| 91 | 17  | "Bomb Voyage"                                                 | Jan Nash          | Jan Nash & Katie Wech                                                | 8 de Março de 2016                      | 3.33                          |
| Ao investigar a morte de um corredor em um parque, Korsak fica preso em um campo minado. Enquanto a equipe investiga a vítima depois de salvar Korsak, ele e Kiki discutem os perigos do trabalho, fazendo-o temer sobre se ela tem dúvidas em se casar com ele. Enquanto isso, Ron pede Angela para participar de uma conferência de Paris com ele e Nina identifica a mulher que vem perseguindo Jane, mas Jane e Maura descobrem que ela foi libertada da prisão. |     |                                                               |                   |                                                                      |                                         |                               |
| 92 | 18  | "A Shot in the Dark Um Tiro no Escuro"                        | Greg Prange       | Michael Sardo                                                        | 15 de Março de 2016                     | 2.92                          |
| Jane por fim descobre quem é sua perseguidora: Alice Sands, vinda de uma família de aplicação da lei, que estudou na Academia de Polícia ao mesmo tempo que Jane e passou a odiá-la por haver sido a melhor aluna da Academia. Korsak e Kiki se casam. No entanto, a recepção no bar é interrompida por tiros. |     |                                                               |                   |                                                                      |                                         |                               |

### 7ª Temporada (2016)
Em 22 de Julho de 2015 a TNT anunciou que a série será renovada para uma sétima e última temporada, que será mais curta, com 13 episódios previstos.
| No. na série | No. | Título                                           | Director          | Escritor                         | Exibição Estados Unidos | Audiência (E.U.A. em milhões) |
| --- | --- | ------------------------------------------------ | ----------------- | -------------------------------- | ----------------------- | ----------------------------- |
| 93 | 1   | "Two Shots: Move Forward"                        | Greg Prange       | Jan Nash                         | 6 de Junho de 2016      | 3.91                          |
| Após o incidente no bar, Nina é operada e Maura sofre um ferimento na cabeça. Jane continua sua busca obstinada por Alice, apesar dos problemas pessoais e profissionais que essa perseguição lhe causa. Enquanto isso, Korsak atrasa sua aposentadoria e Angela decide romper com Ron para proteger sua família. Maura começa a sofrer lapsos de memória. Jane pede perdão ao padre por suas ações futuras.                                 |     |                                                  |                   |                                  |                         |                               |
| 94 | 2   | "Dangerous Curve Ahead Curva Perigosa Adiante"   | Norman Buckley    | Ron McGee                        | 6 de Junho de 2016      | 3.58                          |
| O Departamento prossegue suas investigações e consegue capturar Alice, no entanto ela é libertada por falta de provas. Jane e Maura conseguem conectar Alice à morte de um policial estadual. Encurralada, Alice faz um refém adolescente na mira da arma e obriga Jane a matá-la, deixando a dúvida sobre se ela agiu em serviço ou matou a sangue-frio.                                                                                    |     |                                                  |                   |                                  |                         |                               |
| 95 | 3   | "Cops vs. Zombies Policiais versus Zumbis"       | Steve Robin       | Katie Wech                       | 13 de Junho de 2016     | 4.00                          |
| A equipe investiga uma morte relacionada a uma convenção de "zumbis". Angela decide prestar um exame de graduação, já que não pôde estudar porque seu então marido Frank não achava que isso fosse necessário. |     |                                                  |                   |                                  |                         |                               |
| 96 | 4   | "Post Mortem"                                    | Mark Haber        | Meredith Philpott                | 20 de Junho de 2016     | 4.13                          |
| Uma agitada Agente do Serviço de Inspeção Postal auxilia a equipe na investigação da morte de um funcionário do Correio. Maura continua a sofrer lapsos de memória por conta do ferimento na cabeça, mas reluta em submeter-se a uma cirurgia. |     |                                                  |                   |                                  |                         |                               |
| 97 | 5   | "Shadow of Doubt Sombra de Dúvida"               | Peter B. Kowalski | Ken Hanes                        | 27 de Junho de 2016     | 4.36                          |
| Uma mulher morre ao cair das escadas. Apesar de parecer um acidente, a equipe descobre que uma ex-namorada do marido da vítima havia morrido de modo semelhante. Maura é operada e Hope, sua mãe biológica, aparece para visitá-la. Participação especial: Sharon Lawrence |     |                                                  |                   |                                  |                         |                               |
| 98 | 6   | "There Be Ghosts Fantasmas Existem"              | Kevin G. Cremin   | Russel J. Grant                  | 11 de Julho de 2016     | 4.14                          |
| A investigação da morte de um paciente de câncer toma um rumo sobrenatural quando uma antiga lenda sobre a morte misteriosa de um médico em 1905 ressurge. Maura deseja lançar-se no campo literário e recebe orientações de uma escritora (Tess Gerritsen, a autora dos livros em que a série é baseada). |     |                                                  |                   |                                  |                         |                               |
| 99 | 7   | "Dead Weight Peso Morto"                         | Stephen Clancy    | Jeremy Svenson & Sam Lembeck     | 16 de Julho de 2016     | 4.05                          |
| Jane vai a Quantico para ministrar um treinamento e precisa lidar com um recruta misógino. Enquanto isso, a equipe investiga um caso de combustão humana espontânea e Angela procura um apartamento próprio. |     |                                                  |                   |                                  |                         |                               |
| 100 | 8   | "2M7258-100 Centésimo"                           | Angie Harmon      | Jan Nash                         | 25 de Julho de 2016     | 3.87                          |
| Jane atua disfarçada como prisioneira para investigar um duplo homicídio. Após resolvido o caso, Jane mostra interesse por um cargo de instrutora do FBI que lhe fora oferecido quando esteve em Quantico. Participação especial: Sharon Gless. |     |                                                  |                   |                                  |                         |                               |
| 101 | 9   | "65 Hours 65 Horas"                              | Mark Strand       | Meredith Philpott & Dan Hamamura | 1 de Agosto de 2016     | 4.09                          |
| A única evidência forense capaz de solucionar um duplo homicídio desaparece do BPD. A equipe tem um prazo limite para encontrar a evidência antes que o provável assassino seja liberado por falta de provas. |     |                                                  |                   |                                  |                         |                               |
| 102 | 10  | "For Richer and Poorer Para Ricos e Pobres"      | Sasha Alexander   | Ken Hanes                        | 15 de Agosto de 2016    | 3.87                          |
| O assassinato de um contador forense revela um esquema de fraude. Para surpresa de todos, descobre-se que o principal suspeito é nada menos que marido de Maura. Ron, o ex-namorado de Angela, reaparece e diz que ainda a ama. |     |                                                  |                   |                                  |                         |                               |
| 103 | 11  | "Stiffed"                                        | Jan Nash          | Katie Wech                       | 22 de Agosto de 2016    | 4.75                          |
| A equipe investiga um corpo encontrado junto no caixão de outra pessoa prestes a ser enterrada. Maura trata uma criança com uma doença terminal, que se recupera milagrosamente, o que deixa Maura confusa por ser algo inexplicável por suas convicções como médica. Angela aceita que Jane irá trabalhar para o FBI. Frank propõe casamento a Nina. Tommy e TJ mudam-se de volta para Boston.                                              |     |                                                  |                   |                                  |                         |                               |
| 104 | 12  | "Yesterday, Today, Tomorrow Ontem, Hoje, Amanhã" | Greg Prange       | Ron McGee                        | 29 de Agosto de 2016    | 4.83                          |
| Korsak investiga as mortes de pai e filha separadas por 40 anos. Ele namorou a irmã da filha na época e sua proximidade com o caso inspirou sua escolha de carreira. A morte do pai o afeta profundamente e, após solucionado o caso, Korsak anuncia sua aposentadoria. Enquanto isso Jane, embora apreciativa, abre mão da ajuda de Angela e Maura com sua mudança. Maura considera morar na França por um mês para trabalhar em seu livro. |     |                                                  |                   |                                  |                         |                               |
| 105 | 13  | "Ocean-Frank Fim de Turno"                       | Michael Robin     | Russel J. Grant & Jan Nash       | 5 de setembro de 2016   | 5.26                          |
| No episódio de encerramento da série, a equipe investiga um homem encontrado morto algemado à cama. Kent prepara vídeos testemunhais de despedida de todos, Korsak usa suas férias para aposentar-se um mês mais cedo, Frankie e Nina anunciam seu noivado e Jane convida-se para viajar com Maura para Paris. |     |                                                  |                   |                                  |                         |                               |